# Айтеке-би
Айтеке-би Байбекулы (каз. Әйтеке би Байбекұлы/ Äiteke bi Baibekūly), подлинное имя Айтык (1644, Кызылша, ныне Узбекистан — 1700, Нуратинский район) —  казахский бий, оратор. Внес большой вклад в объединение казахского народа.

## Биография
Айтеке би происходил из крупного тюркского племени Алшын, его ветви Алимулы, рода Торткара и был внуком брата эмира бухарских ханов в Самарканде Жалантос-бахадура и  Акши Сейткулулы.
С пяти лет обучался грамоте у аульного муллы. Образование получил в самаркандском медресе Улугбека (по другим источникам, в Бухаре), затем в медресе Шердор, где изучал религию, право, астрономию, географию, историю, математику. Владел арабским, персидским, чагатайским и узбекским языками.
И домашнее, и школьное воспитание и образование он прошёл при наставничестве общественного и политического деятеля Жалантос-бахадура, известного строительством мечетей Арыстанды Ширдара и Тиллекар в Самарканде, приходившегося ему дядей. 
В 20 лет стал бием части казахов, узбеков, каракалпаков Бухары и Самарканда. В двадцать пять лет (по другим источникам, в 30 лет) избран главным бием Младшего жуза и с тех пор его имя фигурирует рядом с другими великими казахскими биями Толе би, Казыбек би, а также с ханом Тауке.
Айтеке би — один из главных авторов степного свода законов «Жеты Жаргы» («Семь уложений»), способствовавший замене кровной мести, принципа кровь за кровь принципом «справедливого наказания» и «откупа», дабы остановить цепь кровавой вендетты между казахскими родами. Помощник и советник Тауке-хана, сам батыр, вместе с Тауке участвовал в отражении джунгарского нападения на Сайрам. Совместно с Тауке-ханом, получившем название «великого», «благословенного», поскольку он сплотил казахские земли в рамках единого централизованного государства, имеющего собственную конституцию, он содействовал установлению определённого равновесия в отношениях с джунгарами и русскими, способствовал объединению усилий казахов, каракалпаков и киргизов против джунгарского нашествия.
Ему принадлежит выражение о том, что бий должен быть на высоком нравственном уровне, дабы оставить в душах современников и потомков яркий след своими разумными решениями. Их справедливость Айтеке би связывает с умением «рассечь конский волос строго посередине».
Похоронен на территории современного Узбекистана в Навоийской области в Нуратинском районе. По другим данным он похоронен в 75 км от Ташкента близ поселков Кауыншы и Шыназ.

## Память
- В 2003 году и в 2019 году была выпущена почтовая марка Казахстана, посвященная Айтеке би.